# SunWater
 (octobre 2019).
Sunwater, le nom commercial de SunWater Limited, est une entité légale détenue publiquement par le Gouvernement du Queensland, qui produit de l'eau en vrac pour plus de 5 000 clients, et des services de conseil pour plusieurs clients institutionnels dans des régions de Wide Bay-Burnett et du Nord-Ouest, dans le Queensland, en Australie.
SunWater a été créé le 1er octobre 2000 en application du Government Owned Corporations Act 1993 et les Corporations Act 2001

## Fonction et activités
SunWater est responsable de l’exploitation et de la maintenance de 19 grands barrages, 63 barrages-seuils, 80 stations de pompage majeures, et de plus de 2 500 km de conduites et de canaux ouverts. Les infrastructures de stockage d'eau gérées par SunWater comprennent le Barrage de Burdekin, celui de Bjelke-Petersen et Wuruma Dam.
SunWater a construit, possède et exploite la centrale hydroélectrique de Tinaroo, une mini-centrale hydroélectrique située au bord du lac Tinaroo ; et la Paradise Mini-Hydro, une mini-centrale hydroélectrique située au barrage de Paradise, touchée par les inondations près de Bundaberg en 2010.

## Voir également
- Commission de l'eau du Queensland (en)
- seqwater (en)
- Sécurité de l'eau en Australie (en)
- Alimentation en eau et assainissement en Australie (en)